# Tritonoharpa leali
Tritonoharpa leali is een slakkensoort uit de familie van de Cancellariidae. De wetenschappelijke naam van de soort is voor het eerst geldig gepubliceerd in 1992 door Harasewych, Petit & Verhecken.